# Enniskillen (Ontario)
Enniskillen to gmina (ang. township) w Kanadzie, w prowincji Ontario, w hrabstwie Lambton.
Powierzchnia Enniskillen to 338,18 km².
Według danych spisu powszechnego z roku 2001 Enniskillen liczy 3259 mieszkańców (9,64 os./km²).